# Yevgeny Rein
Yevgueni Borísovich Rein (en ruso: Евгений Борисович Рейн; Leningrado, actual San Petersburgo, 29 de diciembre de 1935), también conocido como Eugeny Rein, es un poeta y escritor ruso, galardonado con el Premio Estatal de la Federación de Rusia en 1997. También ganó el Premio Pushkin de Rusia, el Premio de Arte de Tsárskoe Seló en 1997, el Premio Poeta en 2012 y la Orden al Mérito en la Cultura y el Arte de Rusia en octubre de 2022.

## Biografía
Hijo de un arquitecto judío y de una profesora de alemán, perdió a su padre en el sitio de Leningrado, y huyó con su madre a Moscú.  
En la década de 1960, junto a Joseph Brodsky, Dmitri Bóbyshev, y Anatoli Naiman, fue uno de los conocidos como Huérfanos de Ajmátova, un grupo poético reconocido en el Leningrado extraoficial y construido alrededor de Anna Ajmátova, que hacía las veces de mentora. Desde 1979, Rein participó en la publicación del almanaque Metrópol. Durante la era soviética, sus poemas se editaron y publicaron en samizdat, esto es, de forma clandestina y para la lectura privada. 
Su primer libro publicado fue Los nombres de puentes, en 1984, después de una "prudente" censura. Poeta reconocido y antaño librepensador, y amigo mayor de Joseph Brodsky y Serguéi Dovlátov, se convirtió en miembro del Unión de Escritores Soviéticos en 1987, durante la perestroika.
En febrero de 2022, firmó la carta colectiva de escritores en apoyo de la invasión rusa de Ucrania.
En la actualidad, Rein vive en Moscú, donde se desempeña como profesor en el Departamento de Creatividad Literaria en el Instituto de Literatura Maksim Gorki.

## Obra
- Los nombres de puentes, 1984.
- Es aburrido sin Dovlátov, San Petersburgo, 1997.
- Poemas escogidos (prefacio de J. Brodsky, V. Kulle, M., San Petersburgo, 2001.